# Медведник
Планина Медведник се налази недалеко од града Ваљева (30км) и са 1247 метара надморске висине (мнв) налази се у средишту планинског венца који од Дрине на западу преко Гучева, Борање, Јагодње и Соколске планине наставља венцем Ваљевских планина које на западу почињу са Медведником (1247 мнв), Јаблаником (1274 мнв), Повленом (највиши 1347 мнв), Маљеном (Краљев сто, 1104 мнв), а завршавају Сувобором и Рајцем на истоку.

## Назив планине
Медведник је добио име по томе што се ова планина са ваљевске стране види као прави големи медвед који је прилегао да се одмори. Други су пак тврдили да је име дошло по великом броју медведа који су изловљени раније, док по трећима су овде кајмак сир и јагњетина као мед па стога и планина доби ово име.

## Положај
Укупна површина подручја планине Медведник од превоја Прослоп изнад варошице Пецка до села Јовања и прилаза граду Ваљеву је 367 км², а уже подручје његове препознатљиве греде је дуго 5 километара и скоро се неприметно, без већих напора изводи посетиоце на врх планине (Врх Медведника) са изванредним видиком. Други његов врх (Натин врх) је висине 1241 мнв и налази се на његовој источној страни.

## Карактеристике
У низу Ваљевских планина, Медведник је из даљине најмаркантнија планина са својом несиметричном силуетом која се са истока благо подиже до заравни на средини масива, да би се нагло обрушио стрмим кречњачким литицама на свом западном крају. Као последња планина, његови врхови у најиздигнутијем делу прелазе 1200 метара надморске висине.

### Природно богатство
Падине су густо обрасле буковом шумом, са добрим приносима печурки и ливадама са шумским јагодама и лековитим биљем. Букова шума се проређује, док се појављује вештачки уведен бор, а у нижим деловима лако су уочљиве културне површине под засадима малине и купине, што има значајног дела у приходу локалног становништва. Северне падине су наслоњене са истока на врло блиску планину Јабланик и таласасте заравни горњег слива реке Јабланице прекривене шумом.
- Зимски пејзаж поглед ка брду Толетина и врху планине Медведник
- Зимски пејзаж поглед ка брду Орловица
- Западни обронци са Медведничким платном и поглед ка орловачким планинама
- Медведник у пролеће
- Mesto Kozila
- Поглед на планину Медведник из засеока Вреоци, село Ребељ
- Поглед на планину Медведник у јесењем периоду
- Планина Медведник - поглед са североистока
- Поглед према ТЕ Никола Тесла са врха Кулина
- Поглед на долину реке Колубаре са врха Кулина
- Село Ребељ - јесења панорама
- Село Ребељ - Поглед према Толетини
- Долина Велике и Мале реке
- Долина Мале реке
- Село Ребељ у јесен
- На путу од Ребеља ка врху Јабланика 1
- На путу од Ребеља ка врху Јабланика 1
- На путу од Ребеља ка врху Јабланика 1
- Магла у буковој шуми - на путу ка Медведничком платну 1
- Магла у буковој шуми - на путу ка Медведничком платну 2

### Водотокови
Као кречњачка планина са хидролошке стране је развође сливова река Колубаре и Дрине, са обиљем водотока који скоро у потпуности припадају сливу реке Дрине. На истоку извиру Обница и Јабланица, саставнице Колубаре, док на северним падинама је извор Јадра, који се улива у Дрину. Посебна атракција је речица Завојшница (680 мнв ) која са три стране завија око планине и врши такозвану „крађу“ воде из једног слива у други, пробијајући кречни гребен „Војинова стена“ или Платно, високо 300м. После 8,82 км тока са великим падом, пуних клисура, водопада, брзака, улива се код „Зеленог вира“ у Љубовиђу, притоку Дрине и даље тече ка северозападу, обилази масив Оровичке планине и одатле тече ка југозападу према Дрини.
- Планина Медведник - Ребељска река - зимски детаљ
- Планина Медведник - Ребељска река - Зимски детаљ 2
- Река Завојшница у пролеће
- Река Завојшница у пролеће

Друге реке на Медведнику су Сувода, Рујевички поток, Вукобратски поток, Диклински поток. Ове речице сем Диклинског потока који се улива у реку Љубовиђу, уливају се у Завојшницу. Испод северних падина планине, тачније испод Пајића ливада извире реке Обница која припада сливу Колубаре у коју се улива код парка Пећине градећи са реком Јабланицом, реку Колубару.

### Насеља
Северни обронци планине су насељени, где се у подножју налазе стара села Ребељ, Суводање, Бобова, Станина река, Мијачи, Дренајић 620 мнв), Драгодол, Ситарице и Совач. На пар километара од планине је и веће насељено административно место Ставе или Бобова како га још зову. Као најближе нешто веће место на северу, Ставе су преузеле активну улогу у организовању туристичких активности.
- Село Ребељ панорама
- Поглед ка зесоку Вреоци села Ребељ
- Старо гробље у засеоку Вроци, село Ребељ.
- Старо гробље у засеоку Вроци, село Ребељ споменик 1
- Старо гробље у засеоку Вроци, село Ребељ споменик 2

Једна од занимљивости је да у селу Ребељ постоје остаци старог рудника бакра, где се могу видети зидине некадашње фабрике, топионице бакра. Ту је од античког времена па све до прошлог века вађен бакар, а помиње се и злато. Концесију за коришћење овог рудног богатства имали Французи, а док је рудник радио, постојао је читав град са продавницама, топионицом и електричним осветљењем. Тисовик (између Медведника и Бобије) богат је оловом, цинком, баритом.
- Окна старог рудника бакра у селу Ребељ
- Окна старог рудника бакра у селу Ребељ

### Путна мрежа
Последњих неколико година проширени су и уређени постојећи путеви од Суводања према Љубовији и са новог пута око будућег језера Стубо – Ровни, од Мијача до Планинарског дома. Првим путем се колима лако долази до подножја планине и река Завојшнице и Љубовиђе, а другим до планинског била и северних падина. Јужни обронци су теже приступачни колима и ту је најбоље прићи са пута Дебело брдо – Горње Кошље.
Што се тиче пута којима се такође долазило преко Поћуте, манастира Пустиње и Бебића луке, постојао је пут који је водио до Планинарског дома. Међутим, после маја 2014. године и катастрофалних поплава које су задесиле Србију, огромно клизиште однело је читаво брдо и са собом уништило неколико заселака Ребеља: Алексиће, Пиргиће, Марковиће, Арсиће и прекинула ову саобраћајницу. По речима стручњака, ова траса више никада неће бити у функцији.
- Етно целина Бебића Лука зими
- Стара школа у Бебића Луци
- Етно целина Бебића лука у лето
- Етно целина Бебића лука у лето - детаљ
- Манастир Пустиња

### Шумске стазе до врха

#### Из села Дренајић
Шумска стаза из села Дренајић је најдужа. Том стазом се долази до платоа званог Пландиште који је раскрсница путева, где један води до Рајића капије а други води долином реке Завојшнице према Зеленом виру. Уколико се прати ова траса, преко Козиле (830 мнв) се спушта у долину Завојшнице (680 мнв) и после преласка, стаза се пење поред кречњачке стене зване „Војинова стена“. Пролазећи топоним Брезје (928 мнв) се долази до изворишта воде „Кедина вода“ (940 мнв), одакле се наставља стаза даље до платоа Равни Медведник на коме се налази видиковац са којег се пружа фантастичан поглед на север Србије – видиковац „Војинова стена“. Даље, шумским путем пратећи успутне маркације, пут изводи до врха Медведника а нешто даље пратећи гребен Медведника, долазимо и до највишег видиковца Медведника „Велико платно“, са којег се пружа поглед на запад Србије.

#### Са платоа Рајића
Са платоа Рајића капије и Планинарског дома, прати се пут који води до централне греде Медведника, после раскрснице која води до „Кедине воде“, долази се до места Равне ливаде (1040 мнв). Равне ливаде су централни плато са којег креће успон и пешачка стаза која води до врха Медведника са источне стране, где путеви воде до суседне планине Јабланик и до удаљених подручја Медведника као што су Мало платно, Рујевик, Вукобраћа, Диклине, Ребељске њиве.

#### Од Дебелог брда
Уколико се долази из правца Дебелог брда и Планинарског дома на Новаковачи, преко Јабланика такође се долази до Равних ливада, а одатле према врху Медведника, као и из западног краја, од Зеленог вира или преко Љубовиђе и Вукобраће , такође до Равних ливада и потом до врха.
- Панорама, видиковац Велико платно
- Панорама, видиковац Војинова стена
- Врх Медведника (1247)

### Планинарски дом
На платоу званом Рајића капија (810мнв) се налази Планинарски дом ХК Крушик, изграђен 1981. године. У двокреветним, четворокреветним, шестокреветним и осмокреветним собама може се сместити педесетак гостију. Располаже са великим двориштем са којег се пружа прелепи погледи по околини као и самом планином. Од дома се релативно брзо стиже до врха планине.
- Планинарски дом

## Манифестације и активности
- Дани купине,(Ставе),
- Дани гљива, први викенд октобра (Медведник-Крушиков дом),
- Параглајдинг полетишта: Кулина–989 мнв, Јабланик–1250 мнв, Толетина–846 мнв, Ђурђев брег–850 мнв,
- Стене за пењање: Грдоба, Војинова стена, Рошка стена, Суводо, Платно Медведника,
- Обилазак пећина: Буцурска пећина, Јањина пећина, Пећина у црвеним стенама – Црвена пећина (Дренајић)
- Сеоски туризам у селима: Ставе, Суводање, Ситарице, Ребељ

- Стена за пењање-Велико платно
- Стена за пењање-Војинова стена
- Стена за пењање-Мало платно
- Medvedničko platno

## Споменици културе
- Манастир Пустиња